# Acanthogorgia longiflora
Acanthogorgia longiflora is een zachte koraalsoort uit de familie Acanthogorgiidae. De koraalsoort komt uit het geslacht Acanthogorgia. Acanthogorgia longiflora werd in 1889 voor het eerst wetenschappelijk beschreven door Wright & Studer. 